# Danh sách đĩa đơn quán quân Hot 100 năm 2011 (Mỹ)

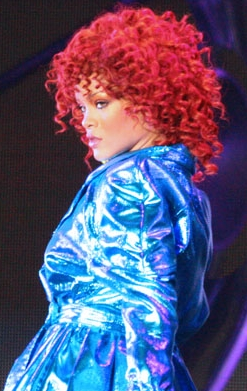
Ca sĩ người Barbados Rihanna có được đĩa đơn quán quân thứ 10 và 11 khi "S&M" và "We Found Love" đứng đầu bảng xếp hạng trong năm 2011, giúp Rihanna trở thành người thứ 7 có hơn 10 đĩa đơn quán quân bảng xếp hạng này. "We Found Love" đứng đầu bảng xếp hạng trong 8 tuần và là đĩa đơn quán quân lâu nhất năm.

Billboard Hot 100, công bố hàng tuần bởi tạp chí Billboard, là bảng xếp hạng các đĩa đơn thành công nhất tại thị trường âm nhạc Hoa Kỳ. Các số liệu cho việc xếp hạng được Nielsen SoundScan tổng hợp chung dựa trên doanh số đĩa thường, nhạc số và tần suất phát trên sóng phát thanh. Năm 2011, có tổng cộng 14 đĩa đơn quán quân bảng xếp hạng trong tổng cộng tất cả 52 ngày ấn hành của tạp chí Billboard. Trong đó, đĩa đơn "Firework" của nữ ca sĩ Katy Perry, đã xuất hiện trên bảng xếp hạng từ cuối năm 2010.
Năm 2011 đã có 9 nghệ sĩ lần đầu giành vị trí quán quân, kể cả là nghệ sĩ dẫn đầu hay nghệ sĩ hợp tác, bao gồm: Wiz Khalifa, Adele, Pitbull, Afrojack, LMFAO, Lauren Bennett, GoonRock, Nayer và Calvin Harris. Có sáu đĩa đơn hợp tác đứng đầu bảng xếp hạng này. Các ca sĩ nhạc pop Adele, Britney Spears, Katy Perry và Rihanna, mỗi ca sĩ có hai đĩa đơn quán quân trong suốt năm.[a] Một trong những ca khúc của Adele, "Rolling in the Deep", là đĩa đơn thành công nhất tại bảng xếp hạng này, đứng đầu Billboard Hot 100 trong 7 tuần liên tiếp cũng như đứng đầu bảng xếp hạng Hot 100 cuối năm 2011. Cô trở thành nghệ sĩ solo nữ thứ tư có nhiều bài hát giành vị trí quán quân ít nhất 5 tuần trong một năm, với "Someone Like You".
Đĩa đơn "We Found Love" của Rihanna là đĩa đơn quán quân lâu nhất năm, đứng đầu bảng xếp hạng trong 8 tuần liên tiếp từ tháng 10 cho đến hết năm 2011 và thêm hai tuần nữa sang năm 2012. "We Found Love" trở thành đĩa đơn thứ mười một của cô đạt quán quân bảng xếp hạng này. "Born This Way", đĩa đơn thứ 1.000 đạt quán quân tại bảng xếp hạng này, và "Party Rock Anthem" của nhóm nhạc LMFAO giành vị trí quán quân trong sáu tuần liên tiếp. "E.T." của Katy Perry cùng với "Someone Like You" của Adele đứng đầu bảng xếp hạng trong 5 tuần.

## Lịch sử bảng xếp hạng

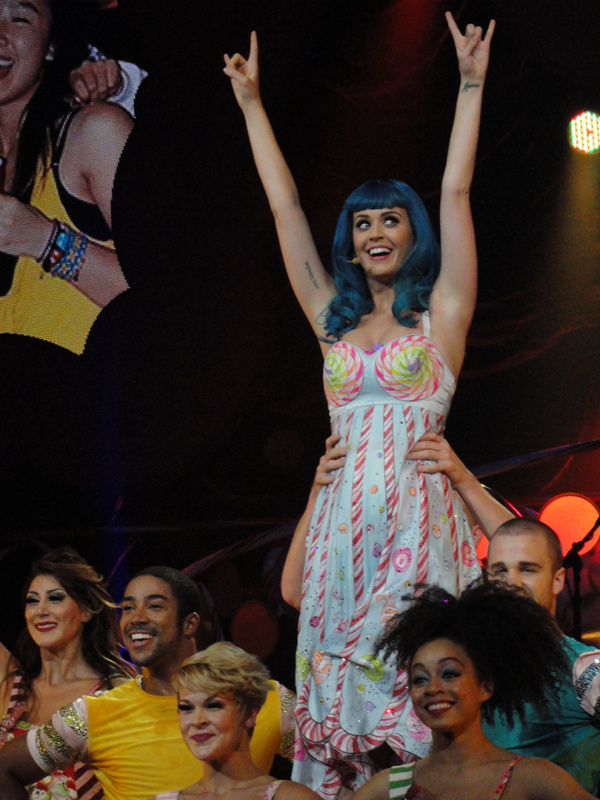
Ca sĩ người Mỹ Katy Perry có được 3 đĩa đơn đứng đầu bảng xếp hạng trong năm, đã giúp cô trở thành nữ nghệ sĩ đầu tiên trong lịch sử có 5 đĩa đơn quán quân liên tiếp từ một album và ngang bằng với kỉ lục của Michael Jackson.

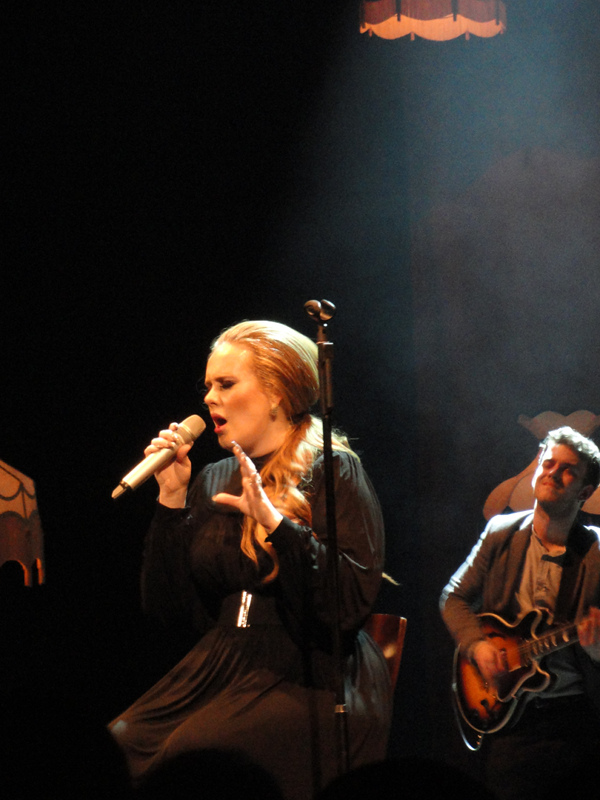
Ca sĩ Adele có 2 đĩa đơn quán quân trong năm 2011, trong đó có đĩa đơn "Rolling in the Deep" đứng đầu bảng xếp hạng trong 7 tuần liên tiếp.

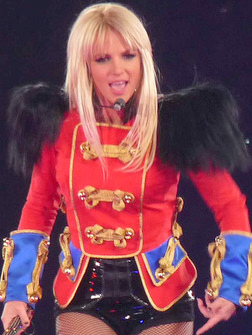
Britney Spears trở thành người thứ hai sau Mariah Carey có hơn 1 đĩa đơn quán quân ngay trong tuần đầu khi "Hold It Against Me" đứng đầu bảng xếp hạng ngay trong tuần đầu, sau đĩa đơn "3" trước đó cũng ra mắt tại vị trí quán quân. Britney cũng trở thành nữ nghệ sĩ đầu tiên có đĩa đơn quán quân ở 3 thập niên 1990, 2000, và 2010.

Đĩa đơn "Born This Way" của Lady Gaga trở thành đĩa đơn quán quân thứ 1000 của Billboard Hot 100 và giữ vững vị trí quán quân trong 6 tuần liên tiếp.

| Ngày phát hành | Bài hát                        | Nghệ sĩ                                      | Nguồn  |
| -------------- | ------------------------------ | -------------------------------------------- | ------ |
| 1 tháng 1      | "Firework"                     | Katy Perry                                   | [ 8 ]  |
| 8 tháng 1      | "Grenade"                      | Bruno Mars                                   | [ 9 ]  |
| 15 tháng 1     | "Firework"                     | Katy Perry                                   | [ 10 ] |
| 22 tháng 1     | "Grenade"                      | Bruno Mars                                   | [ 11 ] |
| 29 tháng 1     | "Hold It Against Me"           | Britney Spears                               | [ 12 ] |
| 5 tháng 2      | "Grenade"                      | Bruno Mars                                   | [ 13 ] |
| 12 tháng 2     | "Grenade"                      | Bruno Mars                                   | [ 14 ] |
| 19 tháng 2     | "Black and Yellow"             | Wiz Khalifa                                  | [ 15 ] |
| 26 tháng 2     | "Born This Way"                | Lady Gaga                                    | [ 7 ]  |
| 5 tháng 3      | "Born This Way"                | Lady Gaga                                    | [ 16 ] |
| 12 tháng 3     | "Born This Way"                | Lady Gaga                                    | [ 17 ] |
| 19 tháng 3     | "Born This Way"                | Lady Gaga                                    | [ 18 ] |
| 26 tháng 3     | "Born This Way"                | Lady Gaga                                    | [ 19 ] |
| 2 tháng 4      | "Born This Way"                | Lady Gaga                                    | [ 20 ] |
| 9 tháng 4      | "E.T."                         | Katy Perry hợp tác với Kanye West            | [ 21 ] |
| 16 tháng 4     | "E.T."                         | Katy Perry hợp tác với Kanye West            | [ 22 ] |
| 23 tháng 4     | "E.T."                         | Katy Perry hợp tác với Kanye West            | [ 23 ] |
| 30 tháng 4     | "S&M"                          | Rihanna hợp tác với Britney Spears           | [ 25 ] |
| 7 tháng 5      | "E.T."                         | Katy Perry hợp tác với Kanye West            | [ 26 ] |
| 14 tháng 5     | "E.T."                         | Katy Perry hợp tác với Kanye West            | [ 27 ] |
| 21 tháng 5     | "Rolling in the Deep"          | Adele                                        | [ 28 ] |
| 28 tháng 5     | "Rolling in the Deep"          | Adele                                        | [ 29 ] |
| 4 tháng 6      | "Rolling in the Deep"          | Adele                                        | [ 30 ] |
| 11 tháng 6     | "Rolling in the Deep"          | Adele                                        | [ 31 ] |
| 18 tháng 6     | "Rolling in the Deep"          | Adele                                        | [ 32 ] |
| 25 tháng 6     | "Rolling in the Deep"          | Adele                                        | [ 33 ] |
| 2 tháng 7      | "Rolling in the Deep"          | Adele                                        | [ 34 ] |
| 9 tháng 7      | "Give Me Everything"           | Pitbull hợp tác với Ne-Yo, Afrojack và Nayer | [ 35 ] |
| 16 tháng 7     | "Party Rock Anthem"            | LMFAO hợp tác với Lauren Bennett và GoonRock | [ 36 ] |
| 23 tháng 7     | "Party Rock Anthem"            | LMFAO hợp tác với Lauren Bennett và GoonRock | [ 37 ] |
| 30 tháng 7     | "Party Rock Anthem"            | LMFAO hợp tác với Lauren Bennett và GoonRock | [ 38 ] |
| 6 tháng 8      | "Party Rock Anthem"            | LMFAO hợp tác với Lauren Bennett và GoonRock | [ 39 ] |
| 13 tháng 8     | "Party Rock Anthem"            | LMFAO hợp tác với Lauren Bennett và GoonRock | [ 40 ] |
| 20 tháng 8     | "Party Rock Anthem"            | LMFAO hợp tác với Lauren Bennett và GoonRock | [ 41 ] |
| 27 tháng 8     | "Last Friday Night (T.G.I.F.)" | Katy Perry                                   | [ 42 ] |
| 3 tháng 9      | "Last Friday Night (T.G.I.F.)" | Katy Perry                                   | [ 43 ] |
| 10 tháng 9     | "Moves Like Jagger"            | Maroon 5 hợp tác với Christina Aguilera      | [ 44 ] |
| 17 tháng 9     | "Someone Like You"             | Adele                                        | [ 45 ] |
| 24 tháng 9     | "Moves Like Jagger"            | Maroon 5 hợp tác với Christina Aguilera      | [ 46 ] |
| 1 tháng 10     | "Moves Like Jagger"            | Maroon 5 hợp tác với Christina Aguilera      | [ 47 ] |
| 8 tháng 10     | "Moves Like Jagger"            | Maroon 5 hợp tác với Christina Aguilera      | [ 48 ] |
| 15 tháng 10    | "Someone Like You"             | Adele                                        | [ 49 ] |
| 22 tháng 10    | "Someone Like You"             | Adele                                        | [ 50 ] |
| 29 tháng 10    | "Someone Like You"             | Adele                                        | [ 51 ] |
| 5 tháng 11     | "Someone Like You"             | Adele                                        | [ 5 ]  |
| 12 tháng 11    | "We Found Love"                | Rihanna hợp tác với Calvin Harris            | [ 1 ]  |
| 19 tháng 11    | "We Found Love"                | Rihanna hợp tác với Calvin Harris            | [ 52 ] |
| 26 tháng 11    | "We Found Love"                | Rihanna hợp tác với Calvin Harris            | [ 53 ] |
| 3 tháng 12     | "We Found Love"                | Rihanna hợp tác với Calvin Harris            | [ 54 ] |
| 10 tháng 12    | "We Found Love"                | Rihanna hợp tác với Calvin Harris            | [ 55 ] |
| 17 tháng 12    | "We Found Love"                | Rihanna hợp tác với Calvin Harris            | [ 56 ] |
| 24 tháng 12    | "We Found Love"                | Rihanna hợp tác với Calvin Harris            | [ 57 ] |
| 31 tháng 12    | "We Found Love"                | Rihanna hợp tác với Calvin Harris            | [ 2 ]  |